# Messor planiceps
Messor planiceps är en myrart som beskrevs av Hermann Stitz 1917. Messor planiceps ingår i släktet Messor och familjen myror. Inga underarter finns listade i Catalogue of Life.